# Аспар'єгос
Аспар'єгос (ісп. Aspariegos) — муніципалітет в Іспанії, у складі автономної спільноти Кастилія-і-Леон, у провінції Самора. Населення — 305 осіб (2010).
Муніципалітет розташований на відстані близько 210 км на північний захід від Мадрида, 22 км на північний схід від Самори.

## Демографія
Динаміка населення (INE ):